# Thanh Phong (ca sĩ)
Thanh Phong (sinh năm 1942) tên thật là Đào Công Thanh, là một nam ca sĩ nhạc vàng nổi tiếng từ trước 1975 tại miền Nam Việt Nam. Đồng thời ông còn là nhạc sĩ với bút hiệu Nguyễn Đào Nguyễn, ông được biết đến nhiều nhất khi cùng với Phương Đại và Duy Mỹ tạo thành Ban Tam Ca Sao Băng rất được yêu mến trước năm 1975.

## Cuộc đời
Thanh Phong tên thật là Đào Công Thanh, sinh năm 1942, là 1 trong những môn sinh đầu tiên của lò nhạc Nguyễn Đức khi vừa mới mở cửa vào năm 1952, và nghệ danh Thanh Phong của ông cũng là được thầy Nguyễn Đức đặt cho. Tham gia lớp nhạc được vài năm, Thanh Phong bắt đầu cộng tác với một số vũ trường lớn ở Sài Gòn và được nhạc sĩ Võ Đức Tuyết hướng dẫn tận tình.
Từ thập niên 1960, Thanh Phong hoạt động trong đoàn Văn Nghệ Bảo An và Biệt Đoàn Văn Nghệ Trung Ương. Thời điểm này Ban Thăng Long là ban hợp ca nổi tiếng nhất Sài Gòn với những màn trình diễn phối bè rất độc đáo. Thanh Phong rất hâm mộ phong cách trình diễn đó nên có ý định thành lập một nhóm 3 người tương tự để hát những bài nhạc vàng đại chúng.
Tại biệt đoàn văn nghệ, Thanh Phong quen biết và chơi thân với 2 nam ca sĩ khác là Phương Đại và Duy Mỹ, 3 người thỏa thuận cùng nhau phối hợp thành một ban tam ca, và nhạc sĩ Nguyễn Đức đã đặt cho họ cái tên là Ban Tam Ca Sao Băng.
Vừa xuất hiện trong làng nhạc được không lâu, cách hát phối bè mới lạ trong các bài hát như Những Bước Chân Âm Thầm, Thôi, Gót Phiêu Du, Tôi Trở Về Thành Phố… của Ban Sao Băng đã hấp dẫn được công chúng và trở thành một hiện tượng. Ba người với ba phong cách, phối hợp với nhau nhịp nhàng ăn ý cả về tiếng hát, giọng bè, lẫn cử chỉ và cách trình diễn.
Ngoài ca hát, Thanh Phong còn sáng tác một số ca khúc với bút hiệu là Nguyễn Đào Nguyễn, trong đó Đào là họ của ông, còn Nguyễn là Họ của người bạn gái, cũng là ca sĩ nổi tiếng.
Sau năm 1975, Thanh Phong ở lại Việt Nam và có một thời gian cộng tác với đoàn kịch nói Kim Cương, trình diễn những ca khúc nhạc cách mạng không phải sở trường của ông.
Năm 1979, Thanh Phong rời Việt Nam sang Pháp định cư cùng vợ và 3 con gái. Cuối thập niên 1980, ông thu âm cho nhiều trung tâm hải ngoại là Thanh Lan, Làng Văn, Người Đẹp Bình Dương và Phượng Hoàng.

## Nhầm lẫn
Đôi lúc có sự nhầm lẫn giữa ca nhạc sĩ Thanh Phong và nhạc sĩ Thanh Phương (tác giả của các bài như Đêm không còn tiếng súng, Một căn nhà mướn, Tròn thương,...).

## Sáng tác
- Anh buồn em thương (1970)[1]
- Chiếc khăn màu tím (1970)[2]
- Cuộc gặp bất ngờ (1970)
- Đã lỡ duyên rồi (1970)[1]
- Đêm hoang[3][4]
- Đêm tha hương (1985)
- Đời lại đẹp Phương Đông (1985)
- Hợp tan
- Mộng đẹp tình vương (1962)[5]
- Quê hương ngàn dặm
- Rừng ái ân (1970)[2][3]
- Trai thế hệ (1981)
- Tình người biên giới (1970)[1]
- Thư xuân (1970)[3][6]
- Xa nhau ngày ấy

## Album

### Tú Quỳnh
- Tape 9:  Dạ Vũ Mùa Xuân, V.A. (1985)

### Thanh Lan
- Tape 57: Đêm tha hương (Thanh Phong 1) (1985)
- Tape 74: Đêm bơ vơ (Hương Lan & Thanh Phong 1) (TLCD 29 - 1986)
- Tape 83: Tím cả rừng chiều (Thanh Phong 2), với Hưong Lan, Thanh Tuyền (TLCD 72 - 1986)
- Tape 85: Đêm hạ hồng (với Khánh Ly, Lệ Thu) (TLCD 6 - 1986)
- Tape 96: Chuyện một tình yêu, vời Hương Lan, Tuấn Vũ (Mai Khanh CD23 - 1987)
- Tape 104: Huơng ca vô tạn, với Huơng Lan, Thanh Tuyền, Tuấn Vũ (TLCD 04 - 1987)
- Tape 107: Tâm sự nàng Buram, với Giao Linh, Mai Ngọc Khánh, Thanh Tuyền (TLCD 23 - 1988)
- Tape 108: Tình đẹp mùa chôm chôm, với V.A. (Mai Khanh CD 20 - 1987)
- Tape 119: Thương về vùng hỏa tuyến, với Thanh Tuyền, Giao Linh, Nhật Linh, Tuấn Vũ (TLCD 67 - Có Nhớ Chăng Em - 1988)

### Giáng Ngọc
- Tape 50: Cay đắng bờ môi, vời Hương Lan, Thanh Tuyền (1988)
- Tape 53: Đem cuối cùng bên anh, với V.A. (1988)

### Làng Văn
- Tape 16: Duyên tình, với Hương Lan, Khánh Ly (LVCD170: Ai Trở Về Xứ Việt - 1986)
- Tape 37: Trao nhau nhẫn cưới, với Chế Linh, Hương Lan, Phượng Mai (1987)
- Tape 51: Dừng nói xa nhau (Huơng Lan & Thanh Phong 2) (LVCD 165 - 1988)
- Tape 53: Quê hương ngàn dặm (Thanh Phong 3), với con gái Thanh Thanh và 4 nữ ca sĩ (1988)
- Tape 65: Lá thư đô thị, V.A. (LVCD 9 - 1988)

### Phượng Hoàng
- Tape 24: Ly rượu mừng, V.A. (PHCD 014 - 1991)
- Tape 27: Nỗi buồn sa mạc, với Duy Quang, Hương Lan, Phượng Mai (PHCD 027 - 1991)
- Tape 32: Thuyền không bến đỗ, với V.A. (PHCD 032 - 1992)
- Phượng Hoàng Paris: Em buồn anh thương, V.A. (1993)

### Thúy Anh
- Tape 9: Mùa sầu riêng, V.A. (TACD 047 - 1987)
- Tape 60: Ngoại ô đèn vàng, với Phương Dung, Tuấn Vũ (TACD 053 - 1991)

## Chương trình truyền hình
Năm 2017 Thanh Phong lần đầu về nước làm giám khảo cuộc thi “Tình Bolero phiên bản nghệ sĩ 2017”.

## Các tiết mục trình diễn trên sân khấu

### Trung tâm Thuý Nga
| STT | Tiết mục                     | Thể hiện với | Chương trình      | Năm  |
| --- | ---------------------------- | ------------ | ----------------- | ---- |
| 1   | Tôi Trở Về Thành Phố (Y Vân) | Phương Đại   | Paris By Night 45 | 1998 |

### Trung tâm ASIA
| STT | Tiết mục                                                         | Thể hiện với                           | Chương trình | Năm  |
| --- | ---------------------------------------------------------------- | -------------------------------------- | ------------ | ---- |
| 1   | Ly Cà Phê Cuối Cùng (Minh Kỳ, Thế Vinh)                          | Tường Nguyên, Tường Khuê, Duy Trường   | ASIA 52      | 2006 |
| 2   | LK Câu Chuyện Đầu Năm, Tâm Sự Ngày Xuân (Hoài An)                | Phương Hồng Quế, Ngọc Huyền, Phương Vũ | ASIA 53      | 2007 |
| 3   | Khúc Tình Ca Hàng Hàng Lớp Lớp (Nguyễn Văn Đông)                 | Thanh Tuyền                            | ASIA 56      | 2007 |
| 4   | Anh Về Với Em (Trần Thiện Thanh)                                 | Ngọc Minh                              | ASIA 58      | 2008 |
| 5   | LK Khi Em Nhìn Anh (Y Vân), Nếu Em Về Bên Anh (Y Vân, Huỳnh Anh) | Ngọc Minh                              | ASIA 59      | 2008 |
| 6   | Đò Chiều (Trúc Phương)                                           | Phương Hồng Quế                        | ASIA 74      | 2014 |

### Live show
| STT | Tiết mục                                                                             | Thể hiện với           | Chương trình              | Năm  |
| --- | ------------------------------------------------------------------------------------ | ---------------------- | ------------------------- | ---- |
| 1   | LK Ly Cà Phê Cuối Cùng (Minh Kỳ, Thế Vinh), Chúng Mình Ba Đứa (Song Ngọc, Hoài Linh) | Đặng Thế Luân, Đăng Vũ | Liveshow Bến Mơ - Đăng Vũ | 2017 |
| 2   | Mưa Đêm Ngoại Ô (Đỗ Kim Bảng)                                                        | Thanh Vy               | Liveshow Bến Mơ - Đăng Vũ | 2017 |